# Lycianthes
Lycianthes  es un género de plantas, mayoritariamente arbustivas, perteneciente a la subfamilia Solanoideae, incluida en la familia Solanaceae. Comprende unas 140 especies nativas de Asia y América, esencialmente del Cono Sur.

## Especies seleccionadas
Ver lista completa in The Plant List
- Lycianthes acapulpensis
- Lycianthes aceratia
- Lycianthes acidochondra
- Lycianthes rantonnetii  (var. orth. Lycianthes rantonnei, Lycianthes rantonetii; la grafía correcta es rantonnei, ya que la especie fue dedicada a  M. Rantonnet, horticultor en Hyères (Departamento del Var, Francia) por Élie-Abel Carrière, su creador, en 1859, como Solanum rantonnei (Rev. Hort. (Paris), sér. 4, vol. 8, p.135, t. 32, 1859) y revisada por Bitter (Abh. Naturwiss. Vereins Bremen, vol. 24, p.332, 1920).

## Sinonimia
- Otilix Raf.
- Parascopolia Baill.